# Microhedbergella
Microhedbergella es un género de foraminífero planctónico de la Subfamilia Praehedbergellinae, de la Familia Praehedbergellidae, de la Superfamilia Rotaliporoidea, del Suborden Globigerinina y del Orden Globigerinida. Su especie-tipo era Microhedbergella renilaevis. Su rango cronoestratigráfico abarcaba desde Aptiense superior hasta el Albiense medio (Cretácico inferior).

## Descripción
Microhedbergella incluía especies con conchas trocoespiraladas, de forma discoidal-globular o globigeriniforme; sus cámaras eran globulares o ligeramente comprimidas, creciendo en tamaño de forma gradual; sus suturas intercamerales eran rectas e incididas; su contorno era redondeando o subpoligonal, y lobulado; su periferia era redondeada; su ombligo era estrecho; su abertura era interiomarginal, umbilical-extraumbilical, en forma de arco bajo y protegida con un pórtico; presentaba pared calcítica hialina, macroperforada con baja densidad de poros, con poros cilíndricos y la superficie generalmente lisa (a veces ligeramente pustulosa, o papilada con poros en túmulo poco desarrollados).

## Discusión
El género Microhedbergella no ha tenido mucha difusión entre los especialistas. Algunos autores han considerado Microhedbergella un sinónimo subjetivo posterior de Blefuscuiana. También se ha considerado sinónimo posterior de Hedbergella; sin embargo, Microhedbergella se distingue por la pared lisa de su concha, a diferencia de Hedbergella s.s. que tiene una pared papilada debido a la presencia de poros en túmulo. Clasificaciones posteriores incluirían Microhedbergella en la Superfamilia Globigerinoidea.

## Paleoecología
Microhedbergella incluía especies con un modo de vida planctónico, de distribución latitudinal cosmopolita, preferentemente tropical-subtropical, y habitantes pelágicos de aguas superficiales e intermedias (medio epipelágico a mesopelágico superior).

## Clasificación
Microhedbergella incluía a las siguientes especies:
- Microhedbergella miniglobularis †
- Microhedbergella pseudodelrioensis †
- Microhedbergella praeplanispira †
- Microhedbergella renilaevis †
- Microhedbergella rischi †